# ولادیمیر دوما
ولادیمیر دوما (انگلیسی: Vladimir Duma؛ زادهٔ ۲ مارس ۱۹۷۲ ‏(۵۳ سال)) دوچرخه‌سوار اهل اوکراین است.
از باشگاه‌هایی که در آن بازی کرده‌است می‌توان به لاندباوکردیت–کولناخو و باردیانی–سی‌اس‌اف اشاره کرد.

## زندگی
دوما در خوست، اوکراین زاده شد. وی همچنین از دوچرخه‌سواران بازی‌های المپیک تابستانی ۲۰۰۰ و ۲۰۰۴ بوده‌است.